# Château de Torosay
Le château de Torosay est un Manoir du XIXe siècle de l'Île de Mull en Écosse.

## Historique
Le manoir est construit en 1856 par l'architecte David Bryce pour un riche homme d'affaires originaire de Glasgow. Il est vendu en 1865 au banquier Arbuthnot Guthrie et appartient à sa famille (Clan Guthrie) depuis le début du XIXe siècle. Les immenses jardins sont dessinés et réalisés par Robert Lorimer.

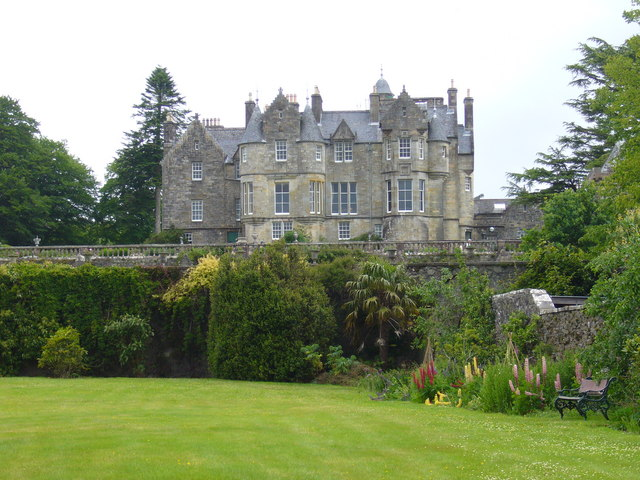
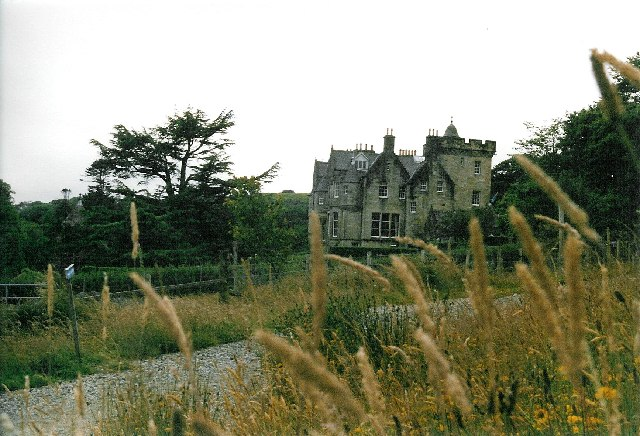
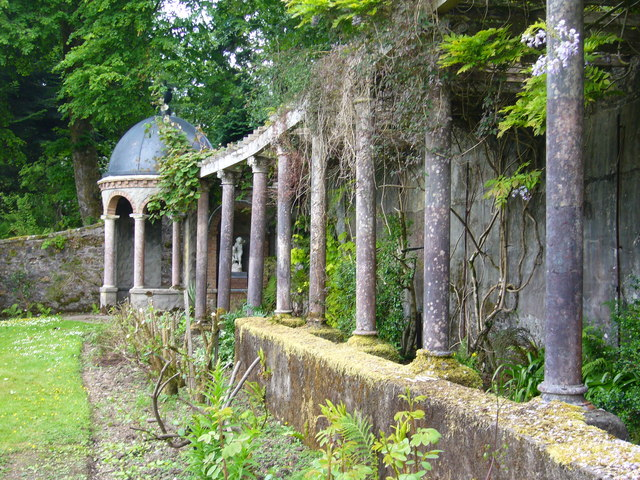

## Découverte
En Juillet 2008, une bouteille de champagne Veuve-Clicquot a été découverte dans un buffet du Château. Datant de 1893, la bouteille est retrouvée en parfait état et conservée dans l'obscurité. Elle est maintenant exposée au public à Reims, au siège de la Maison.